# Goghin (Tanghin-Dassouri)
Pour les articles homonymes, voir Goghin.
Ne doit pas être confondu avec Goghin-2.
Goghin ou Goghin-1 est une localité située dans le département de Tanghin-Dassouri de la province du Kadiogo dans la région Centre au Burkina Faso.

## Géographie
Goghin regroupe administrativement le village de Koankin-1. La population totale des deux villages était de 1 293 habitants dénombrés lors du dernier rencensement général datant de 2006.

## Économie
En plus des activités agricoles, le groupement des femmes du village produit du savon et du soumbala, vendus sur les marchés de la région et fournissant l'unité de transformation agroalimentaire de Gâh. 

## Santé et éducation
Le centre de soins le plus proche de Goghin est le centre médical (CM) de Tanghin-Dassouri tandis que les hôpitaux se trouvent à Ouagadougou.
Le village possède une école primaire publique.